# Tignère
Tignère är en ort i Kamerun.   Den ligger i regionen Adamaouaregionen, i den centrala delen av landet, 400 km norr om huvudstaden Yaoundé. Tignère ligger 1 104 meter över havet och antalet invånare är 4 353.
Terrängen runt Tignère är platt söderut, men norrut är den kuperad. Trakten runt Tignère är mycket glesbefolkad, med 7 invånare per kvadratkilometer. Det finns inga andra samhällen i närheten. Trakten runt Tignère är en mosaik av jordbruksmark och naturlig växtlighet.